# تروی سیوان
تروی سیوان مِلِت (به انگلیسی: Troye Sivan Mellet؛ زادهٔ ۵ ژوئن ۱۹۹۵)، خواننده، ترانه‌نویس و یوتیوبر استرالیایی است. در ۱۵ اوت ۲۰۱۴، سیوان اولین مینی آلبوم خود را با نام تی‌آراکس‌وای‌ئی منتشر کرد که در ردهٔ پنجم جدول بیلبورد ۲۰۰ قرار گرفت. تک‌آهنگ اصلی این مینی آلبوم، قرص خوشحال کوچک، در ردهٔ دهم جدول‌های استرالیا قرار گرفت. در ۴ سپتامبر ۲۰۱۵، سیوان دومین مینی آلبوم خود، یعنی دیوانه را منتشر کرد. اولین آلبوم استودیویی او، محله غمگین، در ۱۴ اکتبر اعلام شد و در ۴ دسامبر انتشار یافت. دومین آلبوم استودیویی او، شکوفه است.
تروی سیوان یکی مشهورترین خوانندگان جوان استرالیایی تبار است. او از جمله هنرمندانی است که از سن پایین به شهرت رسیدند. ویدئوی مشترک او تگ‌کردن دوست‌پسر با دوست یوتیوبرش تایلر اوکلی، باعث شد برندهٔ جایزه «بهترین انتخاب همکاری اینترنتی» در جوایز برگزیدهٔ جوانان بشوند.

## تولد و زندگی
سیوان در ژوهانسبورگ، آفریقای جنوبی به دنیا آمد؛ مادرش لارل سیوان مدل بازنشسته و پدرش شان ملت کارآفرین و مشاور املاک هستند. هنگامی که او فقط دو سال داشت خانوادهٔ او به علت افزایش جرم و جنایت در آفریقای جنوبی به استرالیا مهاجرت کردند. سیوان در شهر پرث در غرب استرالیا با والدینش و خواهر و برادرانش سیج، استیل و تاید زندگی می‌کرد. او تا سال ۲۰۰۹، پیش از زمانی که آموزش از راه دور را آغاز کند، در یک مدرسه غیر‌انتفاعی ارتدکس مدرن به نام «کارمل» تحصیل کرد.
پدر او در خانواده‌ای یهودی به دنیا آمده‌است و مادرش نیز یهودی شد؛ اما تروی اعلام کرده است که پیرو هیچ دینی نیست اگرچه به باور‌های خانوادگی یهودی‌اش علاقه‌مند است.

## زندگی شخصی
تروی سیوان همجنس‌گرا است. او از طریق انتشار ویدئویی در یوتیوب در ۷ اوت ۲۰۱۳، سه سال بعد از اینکه این موضوع را با خانواده‌اش در میان گذاشت، همجنسگرایی‌اش را اعلام کرد و در حال حاضر با کسی در رابطه نیست.
تروی مبتلا به شکل خفیفی از سندرم مارفان است. او همچنین از اختلال خودزشت‌انگاری رنج می‌برد.

## حرفه

### موسیقی
سیوان در سال‌های ۲۰۰۶ تا ۲۰۰۸ در کانال ۷ تله‌تون پرت آواز خواند. اجرای سال ۲۰۰۶ اش شامل یک رقابت با برندهٔ آسترلین آیدل، گای سباستین بود. سیوان در سال ۲۰۰۷ در برنامهٔ استارسرچ به مراحل نهایی راه یافت. اولین مینی آلبوم او به اسم جرئت خواب دیدن در فوریه ۲۰۰۸ منتشر شد. در فوریه ۲۰۱۰، او در آغاز موزیک ویدئو ما ۲۵ جهان برای هائیتی هستیم (نسخه یوتیوب) که یک کار مشترک است و لیزا لاوی تهیه‌کنندهٔ آن بود فعالیت کرد، تا به جمع‌آوری پول برای زلزله‌زدگان هائیتی در سال ۲۰۱۰ کمک کنند.

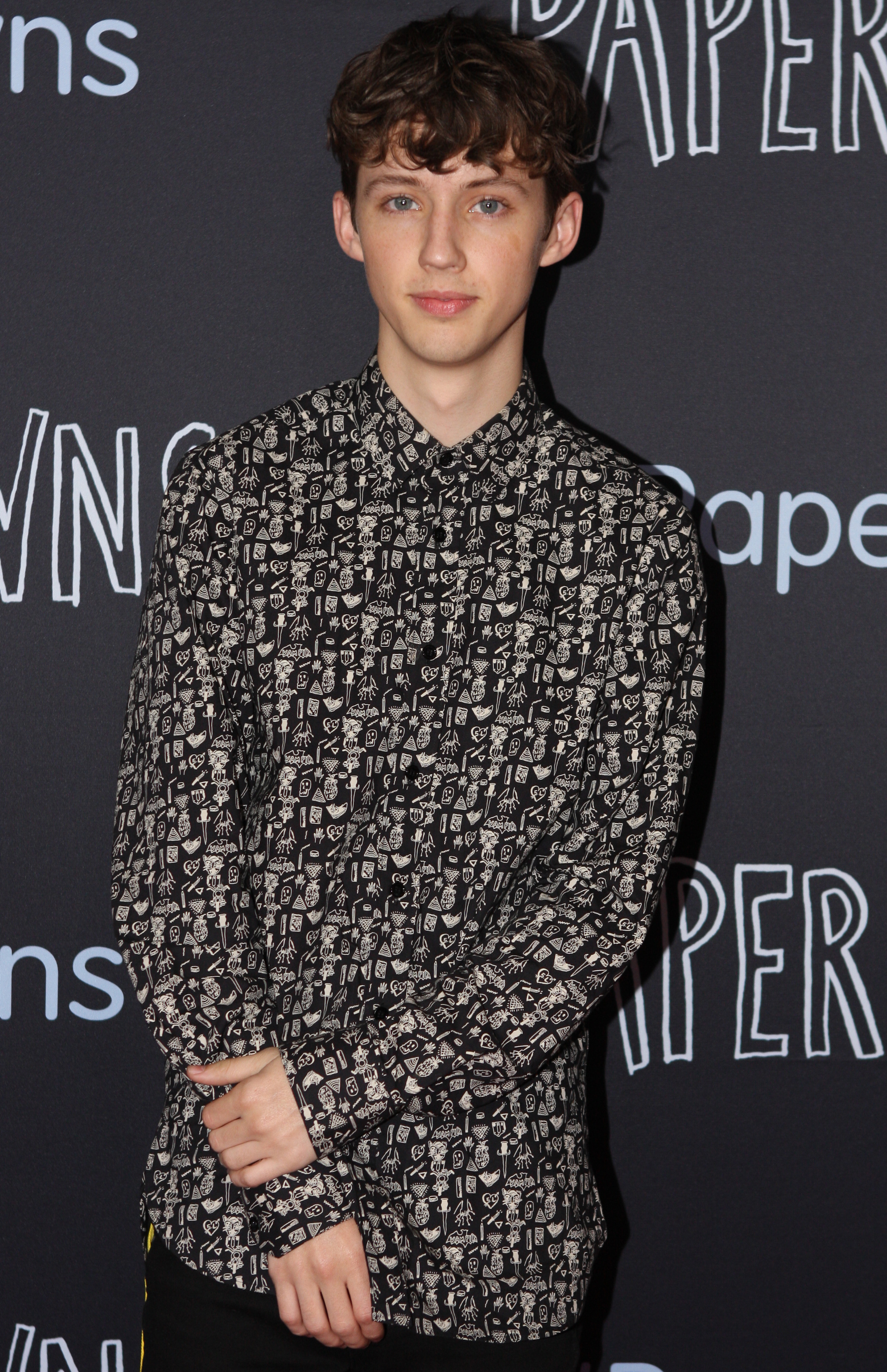
تروی سیوان در سال ۲۰۱۵

در ۵ ژوئن ۲۰۱۳، او با ای‌ام‌آی استرالیا (یک شرکت موسیقی جهانی استرالیایی) قرارداد بست، اما تا سال بعد آن را مخفی نگه داشت. در ۱۵ اوت ۲۰۱۴، یک مینی آلبوم با ۵ آهنگ به اسم تی‌آراکس‌وای‌ئی منتشر کرد که تک‌آهنگ آن قرص خوشحال کوچک در ۲۵ ژوئیه ۲۰۱۴ منتشر شده‌ بود. تی‌آراکس‌وای‌ئی در آی‌تیونز در بیش از ۵۵ کشور در جایگاه اول قرار گرفت. هفتهٔ بعد از انتشار، آن آلبوم در جدول ۲۰۰ تایی بیلبورد در ردهٔ پنجم قرار گرفت که اولین تاپ ۱۰ تروی را رقم زد. قرص خوشحال کوچک در جدول تک‌آهنگ‌ های ای‌آرآی‌ای، در ردهٔ دهم قرار گرفت و از «انجمن صنعت ضبط استرالیا» به علت فروش بیش از ۳۵۰۰۰ نسخه «گواهی طلا» گرفت. سیوان دومین مینی آلبوم خود دیوانه را، در ۴ سپتامبر ۲۰۱۵ منتشر کرد. بین ماه‌ های سپتامبر و اکتبر ۲۰۱۵ او یک موزیک ویدئوی سه‌گانه که داستانی دنباله‌دار دارد با اسم محله غمگین منتشر کرد که شامل سه آهنگ با عنوان‌ های: دیوانه، احمق‌ها و با حرف زدن آرومم کن است. سیوان اولین آلبوم استودیویی خود، محله غمگین را با تور ۲۰۱۵ خود به اسم تروی سیوان زنده پشتیبانی کرد.

### بازیگری
سیوان حرفه بازیگری‌اش را در سال ۲۰۰۷ و در سن ۱۲ سالگی، در نقش الیور توئیست برای تئاتر «الیور!» در سالن تئاتر رگال شروع کرد. در سال ۲۰۰۸، سیوان در یک فیلم کوتاه به اسم بترند مخوف ایفای نقش کرد. در فوریه ۲۰۰۸، سیوان برای بازی نقش جوانی «جیمز هاولت» در فیلم خاستگاه مردان ایکس: ولورین انتخاب شد. سیوان این نقش را بعد از اینکه اجرای شبکهٔ تله‌تون‌اش در یوتیوب آپلود شد گرفت. او توجه یک بازرس هالیوود را به خود جلب کرد؛ او با سیوان تماس گرفت و از او خواست تا یک فیلم آزمایش هنرپیشگی برایش بفرستد. گرچه کدی اسمیت-مک‌فی قبلاً این نقش را گرفته بود، اما به خاطر بازی در یک فیلم دیگر به نام جاده، نتوانست برای ایفای نقش در این فیلم حضور یابد. در ژوئیه ۲۰۰۹، او با موفقیت برای نقش اصلی فیلم اسپاد، که از روی کتاب سال ۲۰۰۵ آن نویسندهٔ اهل آفریقای جنوبی به نام «جان ون د رویت» است، آزمون هنرپیشگی داد. فیلم‌برداری در آفریقای جنوبی انجام شد و از اوایل ماه مارس تا اواسط ماه آوریل ۲۰۱۰ به طول انجامید. این فیلم در ۳ دسامبر ۲۰۱۰ در آفریقای جنوبی منتشر و بعداً برای شش موضوع که یکی از آن‌ها جایزۀ «بهترین بازیگر مرد» برای سیوان بود، در «جوایز فیلم و تلویزیون آفریقای جنوبی» کاندید شد.
سیوان در تئاتر پوچ‌گرای ساموئل بکت به نام در انتظار گودو حضور یافت که در ۲۸ مه ۲۰۱۰ همگانی شد. سیوان نقش «پسر» را با کریگ هاید-اسمیت، یک شب در میان شریک شد. در ژوئن ۲۰۱۲، سیوان برای فیلم اسپاد ۲: دیوانگی ادامه می‌یابد به آفریقای جنوبی بازگشت، که در ۲۱ ژوئن ۲۰۱۳ در آفریقای جنوبی منتشر شد. سیوان همچنین در فیلم سوم این مجموعه اسپاد ۳: یادگرفتن پرواز که در ۲۸ نوامبر ۲۰۱۴ منتشر شد، نقش آفرینی کرد.
در سال ۲۰۲۲، او در سینمایی تحسین شده سه ماه در نقش «کالِب»، نوجوان ۱۷ ساله‌ای که در آستانه فارغ‌التحصیلی از دبیرستان، در معرض اچ‌آی‌وی قرار گرفته بازی کرد؛ این فیلم به بررسی انگ مداوم افراد مبتلا به اچ‌آی‌وی می‌پردازد.

### یوتیوب

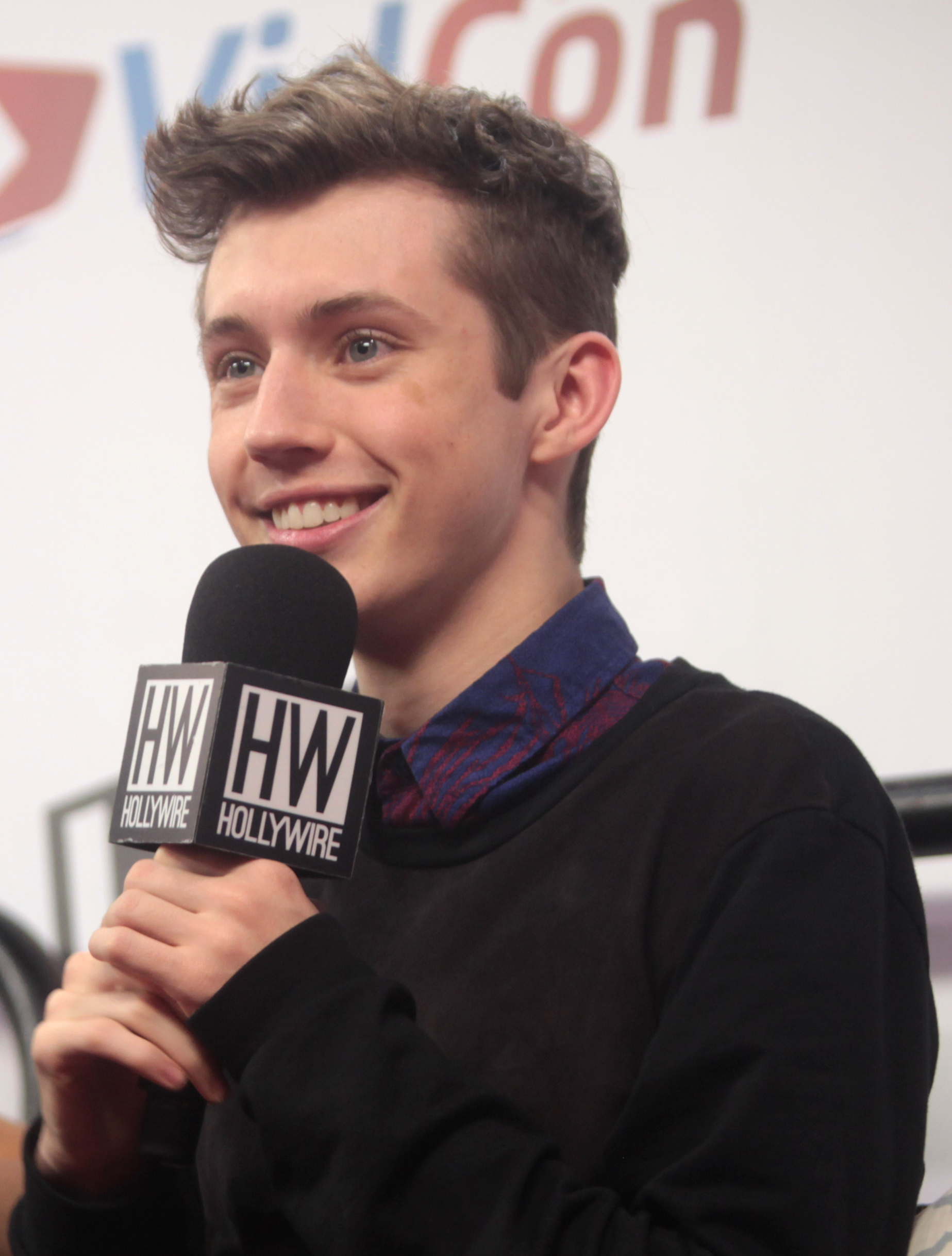
تروی سیوان در VidCon یوتیوب ۲۰۱۴

در سپتامبر ۲۰۱۲، سیوان بعد از تنها ویدئوی خوانندگی‌اش در سال ۲۰۰۷ در یوتیوب، به ساخت ولاگ‌‌های ویدئویی پرداخت و رسما حرفه یوتیوبری را آغاز کرد. کانال او در سال ۲۰۱۳، دارای ۱ میلیون عضو شد. تا ژوئن ۲۰۲۲، سیوان به بیش از ۷ میلیون مشترک و بیش از ۱ میلیارد بازدید در کانال یوتیوب خود رسید.

## آلبوم‌شناسی
- محله غمگین (۲۰۱۵)
- شکوفه (۲۰۱۸)
- چیزی برای دادن به یکدیگر (۲۰۲۳)

## تورها
- تروی سیوان زنده (۲۰۱۵)
- تور محله آبی (۲۰۱۶)
- تور حومه شهر (۲۰۱۶)
- تور شکوفه (۲۰۱۹–۲۰۱۸)

## افتخارات
تروی سیوان از جمله خوانندگان جوان موفق استرالیایی است. برخی از افتخارات او:
- ویدئوی تگ کردن دوست‌پسر، او با دوست یوتیوبرش تایلر اوکلی،  برنده جایزه «بهترین انتخاب همکاری اینترنتی» در جوایز برگزیدهٔ جوانان شد.
- در اکتبر ۲۰۱۴، مجلهٔ تایم، سیوان را جز ۲۵نفر نوجوان تاثیرگذار سال ۲۰۱۴ اعلام کرد.
- در دسامبر ۲۰۲۰، سیوان در رتبه ۳۴ از جدول «۵۰ هنرمند برتر استرالیایی تمام دوران» رولینگ استون استرالیا قرار گرفت.[۱۱]

## واژه‌نامه
1. ↑  
The Boyfriend Tag
2. ↑  Choice Web Collaboration
3. ↑  Seven Perth Telethon
4. ↑  We Are the World 25 for Haiti
5. ↑  Betrand the Terrible